# Майер-Эймар, Карл
Карл Давид Вильгельм Майер-Эймар (Эймар — анаграмма имени Майер) (нем. Karl David Wilhelm Mayer-Eymar) (29 июля 1826 года, Марсель — 25 февраля 1907 года, Цюрих) — швейцарский геолог и палеонтолог.

## Биография и научная деятельность
Сын швейцарского бизнесмена Карла Фридриха Майера и Элизабет Марии Фразиски Кунклер, он родился в Марселе и получил образование в Рене и Санкт-Галлене, а в 1846 году поступил в Цюрихский университет. Затем он работал в Музее естественной истории в Париже под руководством Чарльза Генри Дессалин д’Орбиньи (фр. Charles Henry Dessalines d'Orbigny).
В 1857 году Карл Майер опубликовал свой самый значительный научный труд «Попытка новой классификации третичных формаций Европы», в котором европейский третичный период разделен на 12 ярусов, из которых бартонский, аквитанский, тортонский, астийский и пьяченцский используются в науке до сих пор.
В 1858 году он переехал в Цюрих и стал хранителем геологических коллекций в Высшей политехнической школе.
В 1866 году защитил диссертацию и получил степень доктора наук и в 1867—1896 год преподавал как частное лицо.
В 1875—1906 годах Майер-Эймар служил адъюнкт-профессором стратиграфии и палеонтологии в Цюрихском университете.

## Главный итоговый труд
- Systematisches Verzeichniss der Kreide- und Tertiär-Versteinerungen der Umgegend von Thun nebst Beschreibung der neuen Arten. Bern: Schmidt & Francke, 1887. (Систематический указатель меловых и третичных окаменелостей в районе Туна, включая описание новых видов. Берн: Шмидт & Франкке, 1887)